# Janina Reichert-Toth

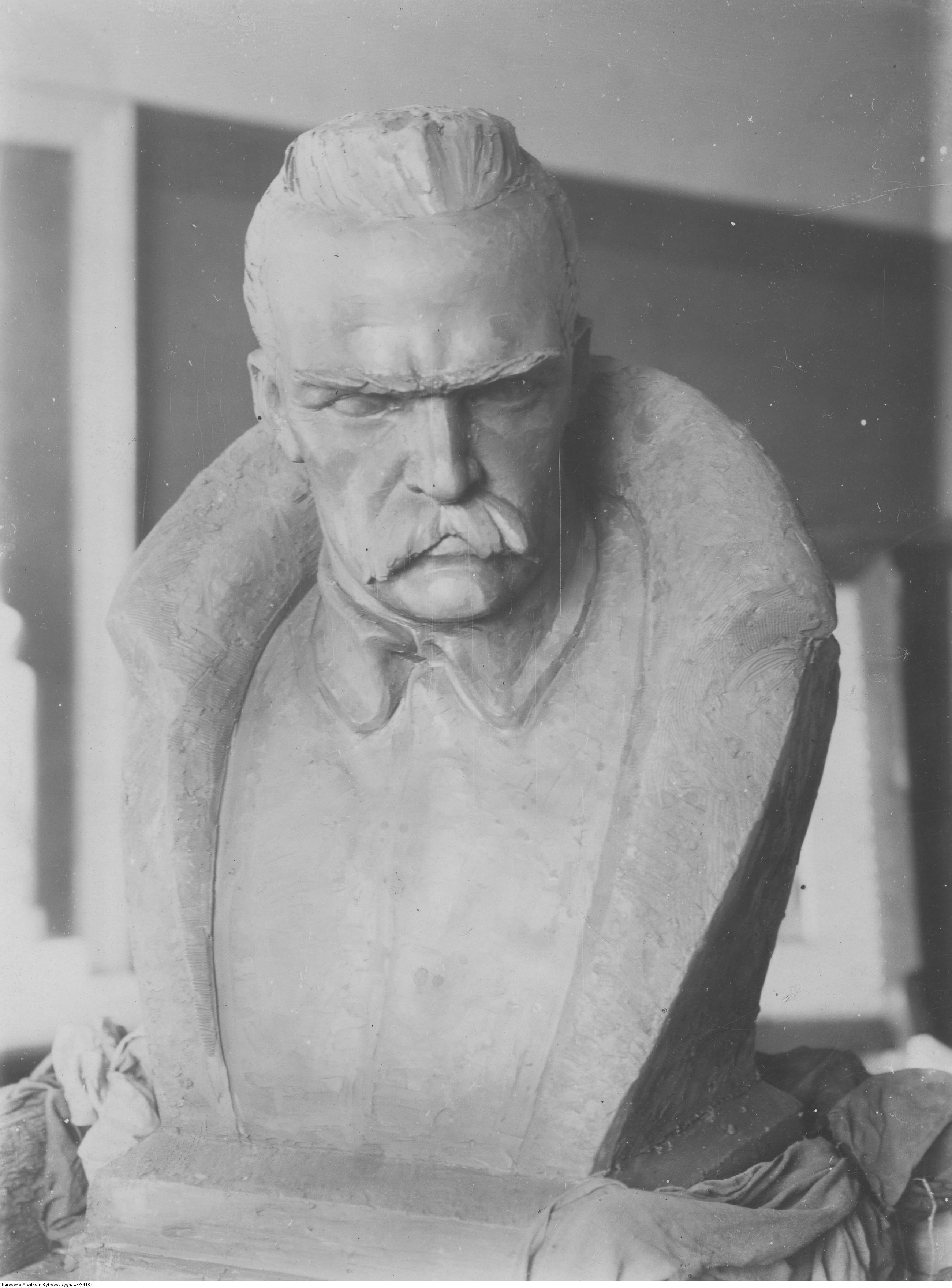
Rzeźba przedstawiająca Józefa Piłsudskiego, 1928 r.

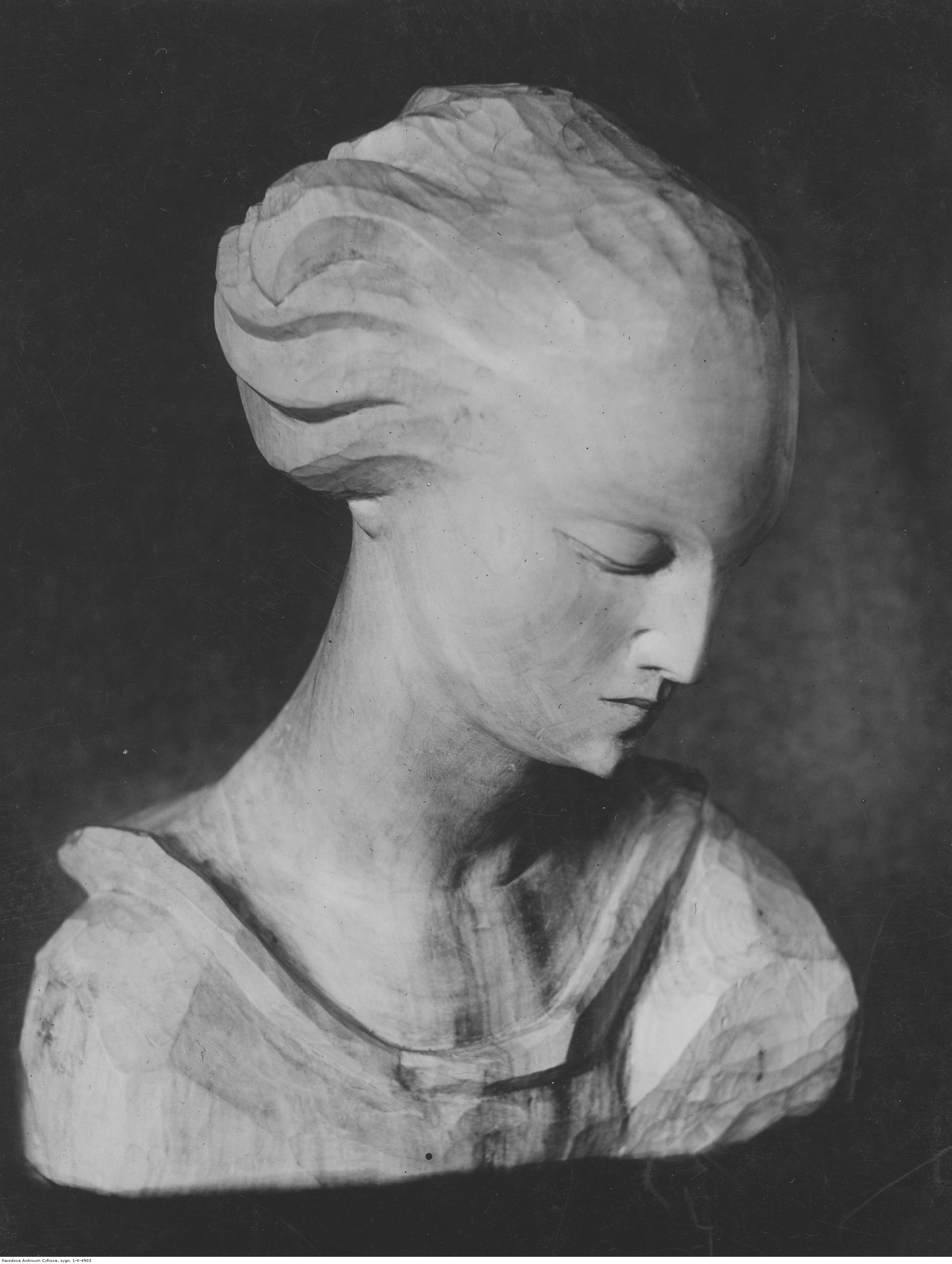
Głowa anioła z 1929 r.

Janina Reichert-Toth (ur. 22 czerwca 1895 w Starym Samborze, zm. 7 marca 1986) – polska rzeźbiarka związana ze Lwowem, jedna z pierwszych studentek w Akademii Sztuk Pięknych w Krakowie.

## Życiorys
Janina Reichert była córką Antoniny z domu Kilarskiej i Józefa Reicherta, radcy Sądu Krajowego Wyższego we Lwowie. Miała trzy siostry: Marię, doktora romanistyki, Eleonorę – absolwentkę chemii na Uniwersytecie Jana Kazimierza we Lwowie i Felicję, absolwentkę Seminarium Nauczycielskiego. Matka umarła kiedy Janina miała 19 lat. Cztery lata później zmarł ojciec.
Janina Reichertówna chodziła najpierw do szkoły w Borszczowie, a potem do prywatnego gimnazjum żeńskiego im. J. Słowackiego we Lwowie. Już w wieku 12 lat zdradzała uzdolnienia plastyczne i marzyła, żeby zostać rzeźbiarką. Jak pisała potem w swoim curriculum vitae:

(...) prawie od dzieciństwa marzyłam o zawodzie rzeźbiarki i w 16. roku życia poprosiłam ojca o zapisanie mnie na studia. Niestety powiedziano mi wtedy: to zajęcia nie dla dziewcząt i kobiet nie przyjmują.

W 1914 wybuchła I wojna światowa i Janinie nie udało się zdać matury we Lwowie. Zdała ją w 1915 na wygnaniu w Brnie na Morawach, zdobywając przy tym uprawnienia do nauczania w języku polskim w publicznych szkołach ludowych.
W czerwcu 1915 rodzina Reichertów powróciła do wyzwolonego przez Austriaków Lwowa i jesienią tego samego roku Janina rozpoczęła naukę w Państwowej Szkole Przemysłowej na oddziale rzeźbiarstwa dekoracyjnego. Po ukończeniu szkoły odbywała praktykę w firmie rzeźbiarsko-kamieniarskiej Ludwika Tyrowicza; zaczęła też samodzielnie rzeźbić w kamieniu i drewnie.
Z końcem listopada 1918 Janina Reichertówna przyjechała do Krakowa i rozpoczęła zajęcia z rzeźby u prof. Konstantego Laszczki, jednego z najwybitniejszych twórców dzieł rodzajowych, początkowo jako studentka nadzwyczajna. W pracowni była już jedna studentka, która przetarła szlak kobietom Zofia Baltarowicz. Janina wspominała swoje pojawienie się na akademii:

Przyjechałam do Krakowa w listopadzie 1918 r. – zaraz po otwarciu linii kolejowej z oblężonego przez Ukraińców miasta – i zapisałam się na wydział rzeźby u prof. Laszczki. Rok akademicki właśnie się zaczął. Nie mogłam jednak przez ten pierwszy rok 1918/1919 uczęszczać jako zwyczajna uczennica, gdyż w tym roku nie przyjmowano jeszcze kobiet na wyższe studia. Dlatego też zamiast trzech, mam zakończone tylko 2 lata (na ten pierwszy rok, też jako nadzwyczajna, uczęszczała ze mną jeszcze kol. Baltarowicz).

Rok akademicki 1919/1920 zaliczyła już jako studentka zwyczajna, zdobywając w 1921 r. notę bardzo dobrą, mimo czteromiesięcznej przerwy w studiowaniu ze względu na zły stan zdrowia (choroba płuc) i pobyt w Zakopanem.
Janina Reichertówna nie ukończyła krakowskiej akademii. W 1921 powróciła na stałe do Lwowa i podjęła pracę w lwowskich szkołach, a niezależnie od tego rzeźbiła w różnym materiale, projektując i tworząc różne modele: akty, portrety, rzeźby o tematyce religijnej, kompozycje pomnikowe.
Przełomowym okazał się dla niej rok 1927, kiedy to uczestnicząc w różnych wystawach organizowanych we lwowskim Towarzystwie Przyjaciół Sztuk Pięknych zdobyła rozgłos i bardzo dobre recenzje. Odbyła podróż do Włoch, aby zapoznać się z twórczością Michała Anioła, głównego źródła jej inspiracji.
Otrzymała pierwsze zamówienia – cztery figury do ołtarza głównego kościoła św. Marii Magdaleny, zlecenia portretowe, projekty nagrobków, reliefów, medalionów, popiersia marszałka Józefa Piłsudskiego do westybulu Korpusu Kadetów we Lwowie oraz w gmachu Sądu Okręgowego we Lwowie przy ul. S. Batorego (1936).
W 1929 Janina Reichert podjęła się wykonania monumentalnych figur do kościoła św. Elżbiety we Lwowie, a następnie wystroju kościoła w Polance k. Krosna i ołtarza głównego z alabastru do kościoła Matki Boskiej Nieustającej Pomocy w Tarnopolu.
Zrezygnowała z zawodu nauczycielki w szkołach i otrzymawszy stypendium całkowicie poświęciła się rzeźbie. Z tego okresu pochodzą takie jej prace jak: Lotnik, Niewolnicy miłości, Jutrzenka czy Pomnik poległych w Brzeżanach, który stał się atrakcją rodzinnego miasta marszałka Edwarda Rydza-Śmigłego a podczas II wojny światowej został zniszczony przez nacjonalistów ukraińskich.
Miasto Lwów przyznało jej nową, większą pracownię, do której z zamówieniem rzeźby kapelana Legionów, biskupa Władysława Bandurskiego, przyszedł oficer Wojska Polskiego, jej przyszły mąż Fryderyk Toth (dla Janiny rozwiódł się z pierwszą żoną).
Należąc do grupy Zwornik Janina Reichert wzięła w 1930 udział w zbiorowej wystawie w warszawskiej „Zachęcie” i innych wystawach w Polsce.
26 grudnia 1936 roku w kościele ewangelicko-reformowanym odbył się ślub Janiny i Fryderyka Toth. Aby zawrzeć związek małżeński z Janiną, Fryderyk musiał zmienić wyznanie. Jakiś czas potem z małżonkami zamieszkała córka Fryderyka Teresa.
W 1935 Janina weszła w skład ośmioosobowej delegacji polskich rzeźbiarzy na międzynarodową wystawę w Brukseli. Jednocześnie uczestniczyła wraz z mężem w konkursach rzeźbiarskich. Wzięła udział w konkursach na monumentalne pomniki w różnych miastach Polski ku czci zmarłego Józefa Piłsudskiego, m.in. we Lwowie (wraz z całym zespołem zdobyła II miejsce). Wykonanie tego pomnika udaremnił wybuch II wojny światowej. Podobny los spotkał projekt pomnika „Marszałka Piłsudskiego i Powstańca Śląskiego” w Katowicach a także realizacje innych pomników, m.in.: Marii Konopnickiej (we Lwowie) i biskupa Bandurskiego.
Czas wojny Tothowie spędzili we Lwowie. Fryderyk Toth włączył się jako kapitan Wojska Polskiego w obronę Lwowa. Za panowania władzy sowieckiej Tothowie uniknęli wywózki, ale aby przetrwać, musieli się dostosować do nowych realiów i realizować artystyczne wizje twórców państwa komunistycznego – postaci Lenina, Stalina, Mołotowa oraz rzeźby przedstawiające kołchoźników i robotników. Pod koniec maja 1940 została utworzona we Lwowie Fabryka Ceramiczno–Rzeźbiarska, gdzie wśród zatrudnionych 20 plastyków znalazła również Janina Reichert; projektowała rzeźby na zlecenie swych pracodawców (m.in. wykonaniem pomnika Aleksandra Puszkina uratowała męża przed aresztowaniem). Projektowała ponadto postacie sportowców, poetów, czy rzeźby plenerowe.
Obydwoje z mężem musieli zostać członkami Lwowskiego Oddziału Związku Sowieckich Artystów Ukrainy. Byli zmuszeni uczestniczyć ze swoimi pracami w organizowanych wystawach, wygłaszać prelekcje. Dzięki temu ocalała jednak ich pracownia i dorobek artystyczny.
Gdy Lwów zajęli Niemcy, Tothowie nie prowadzili już działalności twórczej. Zostali wysiedleni z domu. Fryderyk zaangażował się w działalność konspiracyjną AK a Janina wyjechała do najbliższej rodziny do Tomaszowa Lubelskiego.
Pod koniec wojny, gdy Lwów ponownie znalazł się pod rządami sowieckimi, Tothowie ponownie musieli tworzyć swoje projekty pod dyktando sowieckiej władzy.
Po wojnie oboje podjęli decyzję o pozostawieniu całego dobytku we Lwowie i wyjeździe do „nowej” Polski. W czerwcu 1946 osiedli w Krakowie, gdzie za swój lwowski dom z nowoczesną pracownią rzeźbiarską i ogrodem otrzymali ekwiwalent – trzypokojowe mieszkanie.
Gdy do Krakowa przybył w 10 wagonach i 107 skrzyniach ołtarz Wita Stwosza z Norymbergi, Fryderyk Toth otrzymał zadanie skompletowania ponad 400 fragmentów ołtarza. Janina pomagała mu w tej pracy. Choć Fryderyk Toth włączył się w działalność krakowskiego Oddziału Związku Polskich Artystów Plastyków, to obojgu nie powiodła się próba powrotu do rzeźby monumentalnej, w której przed wojną odnosili duże sukcesy. Wykonywali jedynie pomniki przy współpracy z innymi artystami w Jarosławiu, Sierpcu, Bolęcinie.
Zmarła 7 marca 1986. Została pochowana razem z mężem oraz z siostrą Eleonorą Nagruszową na Cmentarzu Salwatorskim w Krakowie.
W 2009 ukazała się książka pt. Zapomniana rzeźbiarka Janina Reichert-Toth (1895-1986) i jej twórczość autorstwa Karoliny Grodziskiej.

## Wystawy
- VI 1919 – II Wystawa Sztuki Związku Artystek Polskich we Lwowie oraz wystawa zbiorowa dzieł śp. Marii Dulębianki, Lwów (gipsowy Akt i Portret Inżyniera Jarosława Lipy)[7]
- 1925 – Wystawa Związku Artystek Polskich we Lwowie w ramach Salonu Letniego TPSP, Pałac Sztuki, Lwów (Studium portretowe, Studium portretowe p. H. W.)[8]
- V 1927 – Wystawa Towarzystwa Przyjaciół Sztuk Pięknych, Muzeum Przemysłowe, Lwów[9]
- V – IX 1929 – Powszechna Wystawa Krajowa, Pawilon Pracy Kobiet, Poznań[10]
- XII 1930 – Wystawa (gwiazdkowa) Związku Artystek Polskich, Lwów[11]
- XI 1935 – Wystawa Związku Artystek Polskich, Lwów[12]
- 1951 – II Ogólnopolska Wystawa Plastyki, Zachęta, Warszawa[13]